# Dirtmusic
Dirtmusic è un progetto musicale di contaminazione tra musica folk-rock, indie rock e musica etnica promosso da Chris Eckman dei Walkabouts assieme a Hugo Race (ex Bad Seeds) e Chris Brokaw (ex Codeine e Come).
L'esordio omonimo è del 2007 per la Glitterhouse Records. Nel 2008 durante la partecipazione al Festival au désert di Timbuctù nel Mali hanno fatto amicizia con la band tuareg dei Tamikrest. Ne è nata prima una session durata alcuni giorni dove il materiale registrato è stato pubblicato come The Tent Sessions, e l'anno seguente una vera e propria collaborazione con la registrazione presso lo studio di Bamako dell'album BKO (come la sigla dell'aeroporto locale), pubblicato nel 2010 con la partecipazione oltre dei Tamikrest, anche di Fadimata Walet Oumar dei Tartit e di 2 membri della Symmetric Orchestra di Toumani Diabaté.. L'uscita del disco è stata seguita dal tour europeo con i Tamikrest
Nel 2013 il gruppo, rimasto un duo composto da Eckman e Race, ha pubblicato il terzo album ufficiale, Troubles uscito per Glitterbeat Records, registrato nello studio Moffou di Salif Keïta a Bamako nel settembre 2012 e a cui hanno partecipato musicisti locali: Ben Zabo e il suo gruppo e le cantanti Aminata Traoré e Virginie Dembélé e Samba Toure. Da quelle registrazioni è stato ricavato un secondo album, Lion City uscito nel 2014.
Nel 2018 il gruppo pubblica un nuovo lavoro Bu Bir Ruya, registrato ad Istanbul, dove la coppia Hugo Race e Chris Eckman, lasciate le atmosfere blues e desertiche del Mali si confronta nella musica tradizionale turca dalla forte attitudine sperimentale del musicista Murat Ertel dei Baba Zula, suonatore di saz con l'ausilio del percussionista turco Umit Adakale e di ospiti (Gaye Su Akyol, Brenna Mac Crimmon) Il risultato è un lavoro elettronico e più cupo e claustrofobico, influenzato anche dalla situazione politica del periodo.

## Discografia

### Album in studio
- 2007 - Dirtmusic - (Glitterhouse Records)
- 2010 - BKO - (Glitterhouse)
- 2013 - Troubles - (Glitterbeat Records)
- 2014 - Lion City - (Glitterbeat Records)
- 2018 - Bu Bir Ruya (Glitterbeat Records)

### Album dal vivo
- 2008 - The Tent Sessions (Glitterhouse) con i Tamikrest - CD in edizione limitata